# NGC 1206
NGC 1206 ist eine elliptische Galaxie vom Hubble-Typ E im Sternbild Eridanus südlich des Himmelsäquators. Sie ist schätzungsweise 466 Millionen Lichtjahre von der Milchstraße entfernt und hat einen Durchmesser von etwa 95.000 Lj.
Im selben Himmelsareal befinden sich u. a. die Galaxien NGC 1208, NGC 1214, NGC 1216, IC 1880.
Das Objekt wurde im Jahr 1886 von dem Astronomen Francis Leavenworth entdeckt.